# Abel Moumé Etia
Pour les articles homonymes, voir Moumé Etia.
Abel Moumé Etia, souvent désigné par ses initiales MEA, né le 16 avril 1919 à Yabassi et mort le 27 octobre 2004 à Douala, est un ingénieur météorologue, haut fonctionnaire et écrivain camerounais,. Il est le premier ingénieur camerounais de la météorologie,, et un pionnier dans le domaine des prévisions météorologiques et l'hydrométéorologie au Cameroun.
Au sein de la fonction publique, il est le plus gradé dans le cadre de la météorologie nationale du Cameroun, depuis de la création du Cadre Météo, pendant la période coloniale française, jusqu’à l’accession du pays à l’indépendance en 1960. Après l’indépendance, il a l’indice le plus élevé de son administration, lors du reclassement des cadres du Cameroun (RCC),.
Parallèlement à sa carrière d’ingénieur et haut fonctionnaire, il est également écrivain, auteur de plusieurs ouvrages comme Le Foulbé du Nord-Cameroun, paru en 1948,,.
Abel Moumé Etia est titulaire de plusieurs distinctions honorifiques dont celle de commandeur de l’ordre de la Valeur, pour services éminents rendus à l'État du Cameroun.

## Biographie

### Origines et famille
Abel Moumé Etia, de son nom complet, Abel Etia Moumé Etia est né le 16 avril 1919 à Yabassi dans le Nkam. Son père y est alors en poste comme chef de subdivision administrative de Yabassi. Il est le fils d’Isaac Moumé Etia, premier écrivain camerounais d’expression française, et de Christine Mouna Ntonè Ekwalla Eyoum Ebelè, princesse de la chefferie supérieure de Deïdo, fille du prince Ntonè Ekwalla Eyoum Ebelè, petite-fille du prince Fritz Ekwalla Eyoum Ebelè, et arrière petite-fille de Deïdo Ier Eyum-Ebele Charley Dido, roi de Bonebela de 1804 à 1876.
Abel Moumé Etia est également le frère de Léopold Moumé Etia, syndicaliste, homme politique et écrivain camerounais. Il est marié à Géraldine Eitel Hélène Ndôndôki Ekamè Mobi, assistante de service social et institutrice, de Bonambappè, Bonabéri, Douala.
Originaire de Bonatanga, Bonatéki, Deïdo, Douala, la famille Moumé Etia est une famille aristocrate et protestante, issue de la noblesse Douala et de l’élite intellectuelle,du Cameroun.

### Études et début de la carrière administrative (1934-1962)

#### École supérieure d’administration de Yaoundé
Après des études primaires aux termes desquelles, il obtient son certificat d’études primaires (CEPE), le 18 août 1934 à Douala, Abel Moumé Etia est admis sur concours, le 1er septembre 1934, à l’École supérieure d’administration de Yaoundé, dont le but est de former en trois ans, les agents pour les différents corps de l’administration camerounaise. Il y obtiendra son diplôme le 27 mai 1937. Parmi les élèves de son école, on compte notamment Ahmadou Ahidjo, premier président de la république du Cameroun, Félix Sabal-Lecco, ministre sous le gouvernement d'Ahmadou Ahidjo,, Albert Kotto Ekambi, docteur en médecine, Epoupa Mooh Samuel et Etimè Din Evert...
Les élèves de l’École supérieure d'administration de Yaoundé ayant été reçus à un concours sélectif, sont tous logés à l’internat, nourris et habillés gratuitement, et disposent de blanchisseurs payés par l’État français. Ils sont des privilégiés, car ils vont servir dans l’administration publique française à la fin de leur formation. Leurs déplacements en période de vacances scolaires vers le domicile, sont également pris en charge par le budget de l’État.
À sa sortie de l’école, Abel Moumé Etia est nommé fonctionnaire à compter du 1er juin 1937, confirmé par arrêté du haut-commissaire de la République française au Cameroun. Il est intégré dans les cadres de l'administration coloniale française et affecté au sein du corps des Écrivains-interprètes.
Pendant la période coloniale, que ce soit en Afrique occidentale française (AOF) ou en Afrique équatoriale française (AEF), il existe deux types de cadres au sein de l’administration française : le cadre africain, constitué exclusivement des corps du personnel autochtone, et le cadre général, composé des corps du personnel européen. Le cadre africain est placé sous l’autorité du Gouverneur général de l’AOF ou de l’AEF, tandis que le cadre général se trouve sous la tutelle directe du ministre des colonies du Gouvernement français.
Le corps des écrivains-interprètes est quant à lui composé de fonctionnaires africains parmi les plus instruits et qui, ayant suivi une formation professionnelle de trois ans, après leurs études générales, occupent les postes les plus hauts gradés réservées aux africains dans leurs professions respectives au sein de l’administration.

#### Début dans l’administration et découverte de la météorologie
Abel Moumé Etia commence donc sa carrière administrative, le 1er juin 1937 à Tibati, comme stagiaire agréé dans le cadre local des écrivains-interprètes. À l’issue de ce stage, il sera confirmé dans le poste d’écrivain-interprète de 4e classe.
De 1937 à 1939, il servira à Tibati dans la région de l’Adamaoua et à Batouri, dans la région de l’Est. Il accompagnera le projet de création de l’aérodrome de Batouri, décidé par l'arrêté du 21 mai 1938, portant création des aéroports frontaliers de Batouri, Garoua, Yaoundé et Douala.
Le 22 octobre 1939, son père Isaac Moumé Etia décède, ce qui provoque son affection à Douala, et un congé administratif de dix jours, décidé par le gouverneur Richard Brunot, nouveau haut-commissaire de la République française au Cameroun.
Le 3 novembre 1939, il quitte le corps des Écrivains-interprètes, et est nommé à la station principale de la météorologie de Douala, par décision du haut-commissaire de la République française au Cameroun, en tant qu’Aide - météorologue, auprès de l’ingénieur météorologue français, qui dirige la station. Il occupe ce poste pendant huit ans. Il découvre ainsi la météorologie, « sa destinée divine » selon ses propres mots.

« La Météorologie est devenue ma destinée divine. »

— Abel Moumé Etia
C’est à l’époque coloniale que fut créée au Cameroun, une direction de la Météorologie nationale, qui est longtemps dirigée par des ingénieurs français, nommés par le gouvernement français. Ce n’est qu’après l’indépendance que des ingénieurs camerounais sont formés, et des Camerounais nommés par décrets présidentiels à la direction de la Météorologie nationale.
Le 27 novembre 1947, Abel Moumé Etia est nommé Chargé de l’expédition des affaires courantes de la climatologie et adjoint à l’ingénieur français qui est le chef de la section climatologie et recherches, à la station météorologique de Douala. Il occupe ce poste pendant sept ans. Plus tard, un statut de Cadre Météo, est créé pour le personnel non européen.
Le 7 juin 1954, il accède au statut de Cadre, par décision du chef de service de la météorologie. Devenu cadre, Abel Moumé Etia est ensuite promu, chef de la station principale de Yoko en remplacement d’un ingénieur météorologue français. Il occupera cette fonction pendant trois ans et contribuera à la formation de plusieurs agents locaux de la météorologie.
Le 18 septembre 1957, il est de nouveau affecté à Douala en tant que chef du bureau de la climatologie et recherches en remplacement d'un ingénieur français. Abel Moumé Etia occupe ce poste jusqu'à l'indépendance.
En 1960, lors du reclassement des cadres du Cameroun (RCC) après l’indépendance, il a l’indice le plus élevé de son administration.

## Ingénieur et haut fonctionnaire (1962 -1978)

### École de la météorologie du fort de Saint-Cyr (France)
Dans le but de préparer les indépendances des pays africains, les Nations unies mettent en place, un vaste programme de formation des futures élites africaines post indépendances, avec l’octroi de bourses pour les plus méritants. L'objectif étant qu’ils remplacent les cadres européens dans tous les domaines : la médecine, la pharmacie, la météorologie…
Lauréat d'une bourse de l’UNESCO, Abel Moumé Etia part pour la France, le 27 mai 1962. À son arrivée, il est admis à l’École de la météorologie au fort de Saint-Cyr en région parisienne, d’où il sort avec le diplôme d’Ingénieur des travaux météorologiques
Son parcours académique qui l’a conduit tour à tour à Paris, Lyon et Genève, est notamment marqué par un stage pratique de fin d'études de cinq mois et demi, à la station météorologique de l'aéroport de Lyon-Bron et un voyage d'études au siège de l’Organisation météorologique mondiale (OMM) à Genève. Il a acquis durant cette période, une meilleure connaissance de l’élaboration des normes internationales qui permettent la standardisation des mesures météorologiques.

### Retour au Cameroun
Son diplôme d'ingénieur en poche, Abel Moumé Etia rentre au Cameroun, pour se mettre au service de son pays. Il réintègre la direction de la Météorologie nationale du Cameroun à Douala, dans l'attente du décret de régularisation de son nouveau statut, la direction de la Météorologie nationale du Cameroun étant sous la tutelle du ministère des Transports.
Le 17 mai 1964, il est nommé Ingénieur prévisionniste principal.
Le 15 août 1964 il est nommé chef de la station météorologique principale de Garoua, par décision du ministre des Transports, des mines et des Postes et Télécommunications, Salomon Tandeng Muna.
Le 28 décembre 1967, il est promu chef du secteur météo du Nord Cameroun.
Le 28 août 1971, il est nommé, chef de secteur météorologique de tout le Grand Nord-Cameroun, par décision administrative no 07280 du 28/08/1971, amplifiée au ministère des Transports et des PTT et à la direction de l'ASECNA à Paris. La région du Nord était éminemment stratégique pour le gouvernement, le ministère des Transports, la météorologie et l’avion civile camerounaise, dans la mesure où il y avait un projet de construction d’un aéroport international, voulu par le président de la République Ahmadou Ahidjo et celui du barrage de Lagdo, sur le cours de la Bénoué. Abel Moumé Etia y était à la fois en tant que représentant de la direction de la Météorologie nationale et de l’Agence pour la sécurité de la navigation aérienne en Afrique et à Madagascar (ASECNA).
Le 30 septembre 1972, il revient à Douala et est nommé chef de service hydrométéorologie, par arrêté no 166/CAB/PR du 30/9/72, du président de la république du Cameroun.
Le 18 avril 1973, il est nommé chef de service du poste pluviométrique de Douala, par décision administrative no 006/D/MINT/MET/AD, du 18/4/73.

### La retraite
Abel Moumé Etia est mis à la retraite à compter du 31 juillet 1978, après quarante et un ans de bons et loyaux services, au sein de la fonction publique camerounaise.
En 1979, il est rappelé à la demande expresse du président de république du Cameroun, Ahmadou Ahidjo, pour une mission spéciale, consacrée à la préparation de l’arrivée à Douala, du président de la République française, Valéry Giscard d’Estaing, le 8 février 1979. Avec les équipes de l'ASECNA, il a dirigé la cellule chargée de transmettre le dossier météo aux autorités françaises, afin de préparer l’atterrissage dans de bonnes conditions, à l’aéroport international de Douala, de l'avion supersonique Concorde.
Malgré son statut de retraité, il occupe la fonction honorifique de chef de la station pluviométrique de Douala - Deïdo (code : 1050016000), fonction qu'il occupait déjà depuis la décision administrative No 006/D/MINT/MET/AD du 18/4/1973. À sa demande, un pluviomètre a été installé dans sa propriété et jusqu'aux dernières années de sa vie, il effectue des relevés météorologiques tous les matins, calcule le volume d'eau recueilli par le pluviomètre, et expédie une fois par mois, dans des fiches pluviométriques, les données obtenues, à la direction de la Météorologie nationale.

## Écrivain

### Œuvre littéraire
Abel Moumé Etia a parcouru le Cameroun du Nord au Sud, d’Est en Ouest, durant sa carrière au sein de la haute fonction publique camerounaise. Il a ainsi acquit une parfaite connaissance des différentes ethnies, et des spécificités locales propres à chaque région. Cette expérience a nourri son œuvre littéraire, et ses ouvrages s'apparentent pour certains, à des essais anthropologiques, comme Le foulbé du Nord-Cameroun (1948), ou des récits de voyages avec La randonnée de Ekoki ewolo (1950). Il a aussi écrit des romans, des nouvelles et en tant que scientifique et météorologue, un livre de mathématiques et des précis de géographie.

### Publications

#### Personnelles
- 1948: Le Foulbé du Nord-Cameroun , Bergerac (France), impr. H.Trillaud, 1948, (BnF Catalogue général)
- 1948: La Pitié: sermon, Cahors (France), impr. A.Couesland, 1948, (BnF Catalogue général)
- 1949: Kalat’a misongi nya bwambo ba duala, (Livre de mathématiques en langue Douala), Bergerac (France), Impr. H.Trillaud, 1949, (BnF Catalogue général)
- 1949: Ebayed’a mundi ma Wase natèna o 1937 - Dongo la Boso , (Précis de Géographie en langue Douala 1re partie), Cahors (France), impr. de A. Coueslant, 1949, (BnF Catalogue général)
- 1950: La randonnée de Ekoki ewolo , Douala (Cameroun) S.l., chez l’auteur, 1950, (BnF Catalogue général)
- 1952: Ebayed' a Mundi mwa Wase natèna o 1937: Dongo di londe maba , (Précis de Géographie en langue Douala 2e partie), Cahors (France), impr. de A. Coueslant, 1952, (BnF Catalogue général)
- 1964: Le Berceau de mon âme , Bergerac (France), impr. générale du Sud-Ouest, 1964, (BnF Catalogue général)
- Le congé de longue durée (Manuscrit non publié - à paraître)

#### En co-écriture avec Léopold Moumé Etia
- 1940: Notice biographique d’Isaac Moumé Etia, Douala (Cameroun): imprimerie catholique, 1940, (Bibliothèque du DEFAP)
- 1940: Les Faux pas, Douala (Cameroun), imprimerie catholique, 1940, (Bibliothèque du DEFAP)
- 1940: Les sites historiques de Douala Tome I, Douala (Cameroun), imprimerie catholique, 1940, (Bibliothèque du DEFAP)
- 1940: Esprits Légers (Les crédules superstitieux), Douala (Cameroun), imprimerie catholique, 1940, (Bibliothèque du DEFAP)

## Décorations
Le 21 mai 2001, Abel Moumé Etia est élevé au grade de commandeur de l’ordre de la Valeur, par décret du président de la république du Cameroun, pour services éminents rendus à l'État du Cameroun. L'ordre de la Valeur est la plus haute distinction honorifique camerounaise. Il est également récipiendaire de l’ordre du Mérite camerounais.

### Ordre de la Valeur
- Commandeur de l'ordre de la Valeur (2001)[11]
- Officier de l'ordre de la Valeur (1990)[51]
- Chevalier de l'ordre de la Valeur (1974)[52]

### Ordre du mérite
- Officier de l'ordre du Mérite camerounais (1975)[52]
- Chevalier de l'ordre du Mérite camerounais (1974)[52]

## Obsèques
Abel Moumé Etia est décédé le 27 octobre 2004 à Douala, des suites d’une longue maladie. Sa cérémonie d'obsèques fut marquée par un temps religieux, traditionnel et protocolaire.
- Au niveau traditionnel : plusieurs dignitaires, notables et chefs supérieurs étaient présents, dont Sa Majesté René Douala Manga Bell[54], Roi des Bell et Sa Majesté Gaston Claude Emmanuel Essaka Ekwalla Essaka dit De Gaulle[55], Roi des Deïdo, qui a prononcé une allocution[53].

- Au niveau officiel et protocolaire : Abel Moumé Etia reçut des honneurs officiels et protocolaires le jour de son enterrement, en présence du représentant du Premier ministre du Cameroun, marqués par un piquet d’honneur de militaires, en raison de son grade de commandeur de l’ordre de la Valeur de l'État du Cameroun[11],[53].